# Кинкаку-ђи
Кинкаку-џи (јапански: 金閣寺, Храм златног павиљона) или Златни павиљон је зен-будистички манастир на планини Хокузан, у Кјоту, Јапан. Окружује га рибњак Кјоко-чи (鏡湖池), као и врт Кајјушики тејен (回遊式庭園) који се сматра најбољим примером стилистике Муромачи периода.
Кинкаку-џи је првобитно био раскошна кућа богатог државника Сајонџи Кинцуне-а, и звао се Китајама-дај. Међутим, 1397. године, шогун Ашикага Јошимицу га откупљује и претвара у павиљон. После Јошимицу-ове смрти, павиљон постаје зен-будистички манастир, као средиште бајковитог врта прикљученог палати Китајама.
Током 2. јуна 1950. године, павиљон спаљује двадестетдвогодишњег монаха, Хајаши Јокен-а, који затим покушава да изврши самоубиство на оближњем брду, Дајмон-џи. Овај догађај ће послужити као основа романа познатог јапанског писца Јукио Мишиме у делу Златни павиљон. Грађевина је рестаурирана током 1955. године и није се мењала од тада.

## Галерија
- Павиљон и његов одраз.
- Кинкаку-џи зими.
- Балкон на трећем спрату.
- Феникс орнаменти на крову.
- Ентеријер.
- Павиљон када је био спаљен.
- Ниже језеро.